# 聖書ゆかりの遺丘群-メギド、ハツォル、ベエル・シェバ
聖書ゆかりの遺丘群-メギド、ハツォル、ベエル・シェバ（せいしょゆかりのいきゅうぐん メギド、ハツォル、ベエル・シェバ）はイスラエルの世界遺産のひとつであり、同国内に200ほど残る遺丘（テル）の中でも特に代表的で、旧約聖書にも登場する3つの丘が対象となっている。これらは単に旧約聖書で言及されていることだけに意義があるのではなく、古代の水利施設の遺構や、近隣諸地域の建築様式の影響が見られる建造物跡など、青銅器時代から鉄器時代にかけての都市や文化交流の様子を伝えていることも重要である。

## 登録対象
遺丘（テル）とは丘状に堆積した都市や集落の遺跡のことである。西アジアでは建材に日干しレンガが用いられることがしばしばあり、都市や集落は放棄されて時間がたつと、崩れたレンガが堆積した丘になる。後の時代の人々はその丘の上に都市を築き、その都市が放棄されるとさらに盛り土が積み上がる。防衛的観点などから、丘の上には時代を隔てて複数の都市が建設されることがしばしばあるため、テルは複数の時代の遺跡が層状に重なっている。それらの年代は、主として層位学的研究法と、土器などの形式から判断され、放射性炭素年代測定などの科学的年代測定法も併用されるようになっている。
イスラエルには約200のテルがあり、その大きさは1ha規模から10 ha 規模が普通だが、ハツォルのように100 ha規模のものも例外的に存在する。

### テル・メギド

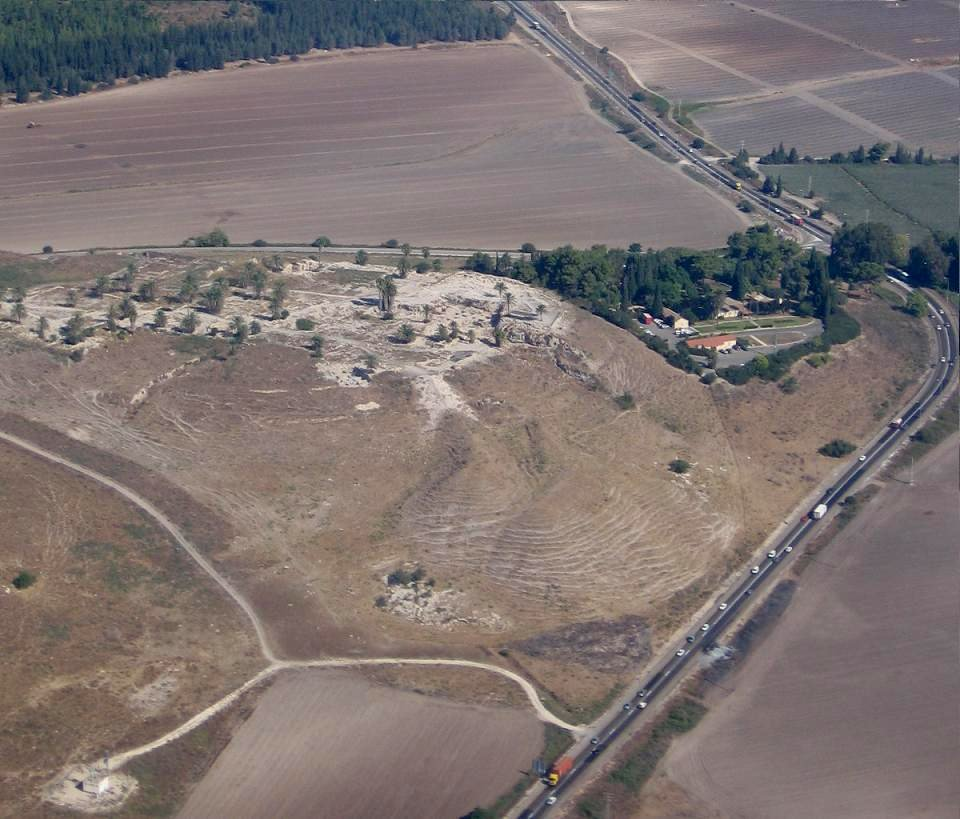
テル・メギド全景

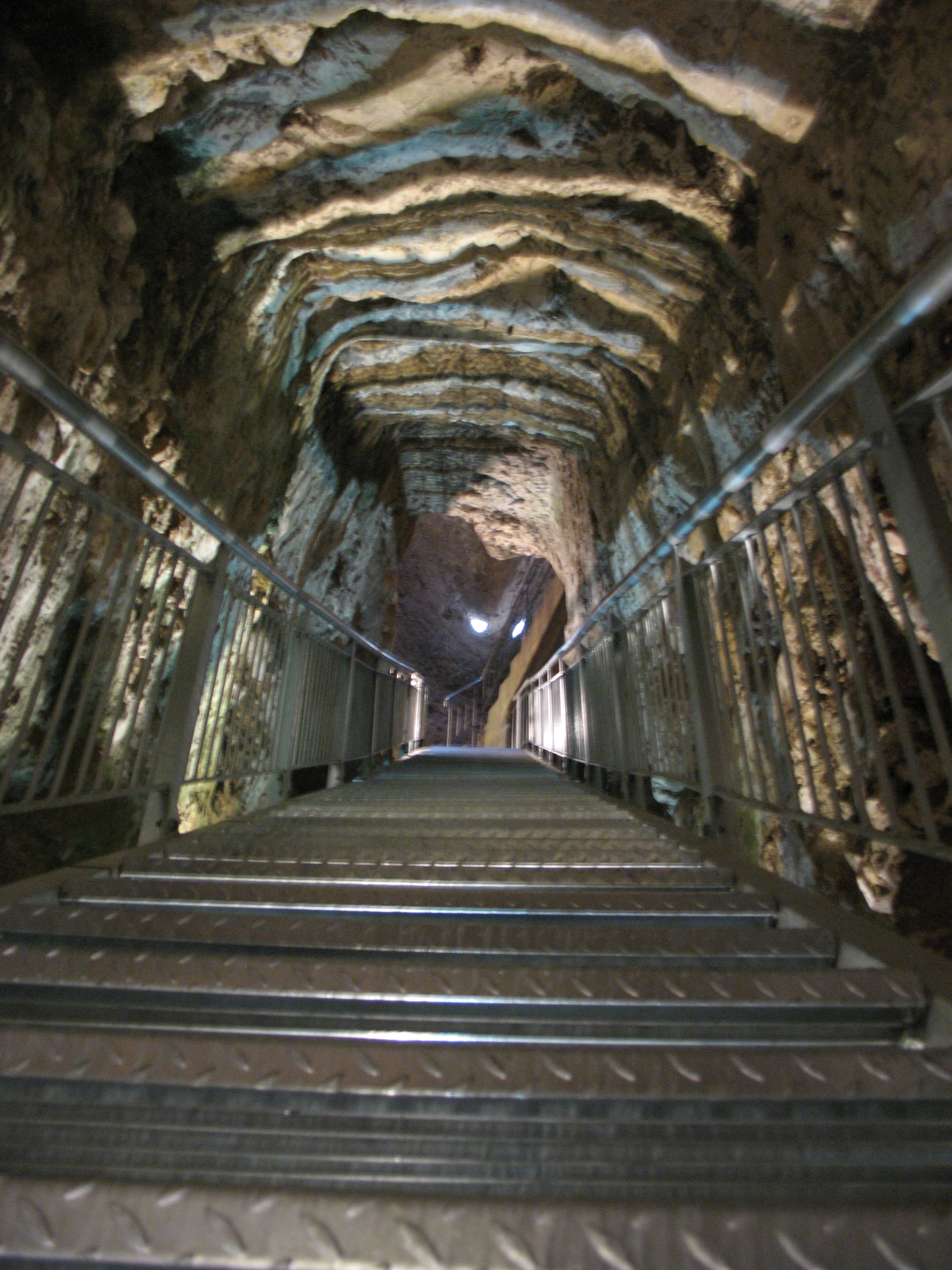
水利施設の遺構

テル・メギド (Tel Meggido, ID1108-001) は、イズレエルの谷にある遺跡で、世界遺産の登録範囲は 16.05 ha、緩衝地域は 290.85 ha である。登録範囲は1966年に設定されたメギド古代遺跡国立公園 (Megiddo Antiquities National Park) に含まれている。
旧約聖書でのメギドへの言及は、全部で11箇所にのぼる。たとえば『ヨシュア記』では、ヨシュアのカナン征服の際にメギドも勢力圏におさめ、マナセ族の領地のひとつにしたが、占領できなかったとある。『士師記』でもマナセ族が占領しなかった土地のひとつとして言及されている。『士師記』ではその他に、いわゆる「デボラの歌」の一節で、イスラエルの軍勢がカナンの軍勢と戦った場所として、メギドに言及がある。また、『歴代誌下』では、南ユダ王国のヨシヤ王がエジプトのファラオであるネコに敗れて戦死した場所として登場する（メギドの戦い (紀元前609年)）。
メギドは交通の要衝にあり、軍事上の要地でもあったことから、古戦場として知られていた。新約聖書の『ヨハネの黙示録』に登場するハルマゲドン（メギドの丘）は、そのような背景から、終末論的な決戦の場として選ばれたとも言われている。
テル・メギドの発掘調査は1903年から1905年、1925年から1939年、1960年代から1970年代にかけてなど、何度も行われており、最もよく発掘されたテルという評価もある。その結果、主要な層が20層あり、約30の都市遺跡が積み重なっていることが明らかになっている。1920年代から30年代にかけての発掘はシカゴ大学の調査チームによるものだったが、そのときに出てきた遺構には、中が列柱のような仕切り壁で区切られた細長い部屋が連続する構造物が含まれており、調査チームはソロモン王の厩舎と推測した。彼らの推測の根拠になったのは『列王記上』の記述で、ソロモン王が建設した都市にメギドが含まれていることと、（それとの関連性は明示されていないが）戦車隊や騎兵隊の町を築いたとされていることによる。のちに、イガエル・ヤディンの調査ではアハブ王時代の厩舎と位置づけなおされたが、馬に関する具体的な出土品がまったくない上に、他の遺丘の類似構造物では土器が多く発見されていて倉庫であった可能性をうかがわせることなどから、厩舎とする見解を疑問視する者もいる。他の遺丘の類似構造物も含め、それらの「列柱式建物」の正確な用途は、今のところ不明のままである。
最古のものは紀元前4千年紀にさかのぼる新石器時代のもので、土器や住居跡が出土している。青銅器時代には、地震や海の民による破壊などを経て、何度も再建されたあとが見受けられる。鉄器時代の遺構では、都市に水を供給していた地下水を収集する水利システムが高度に発達していたことも明らかになっている。
2005年には、世界最古のキリスト教聖堂の跡 (Megiddo church) が発見された。

### テル・ハツォル

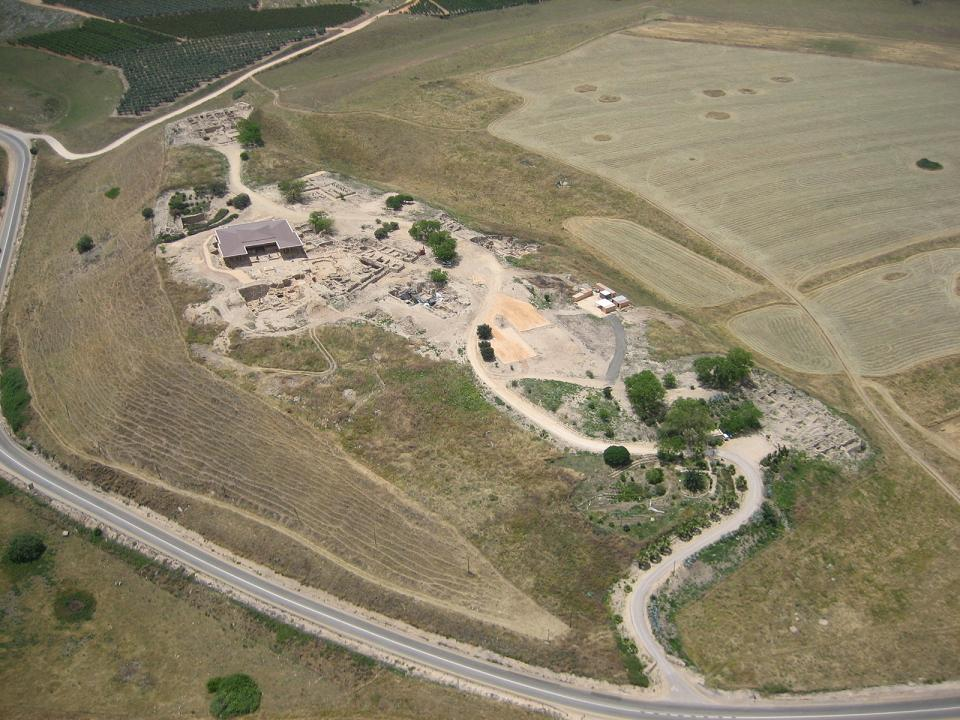
テル・ハツォル全景

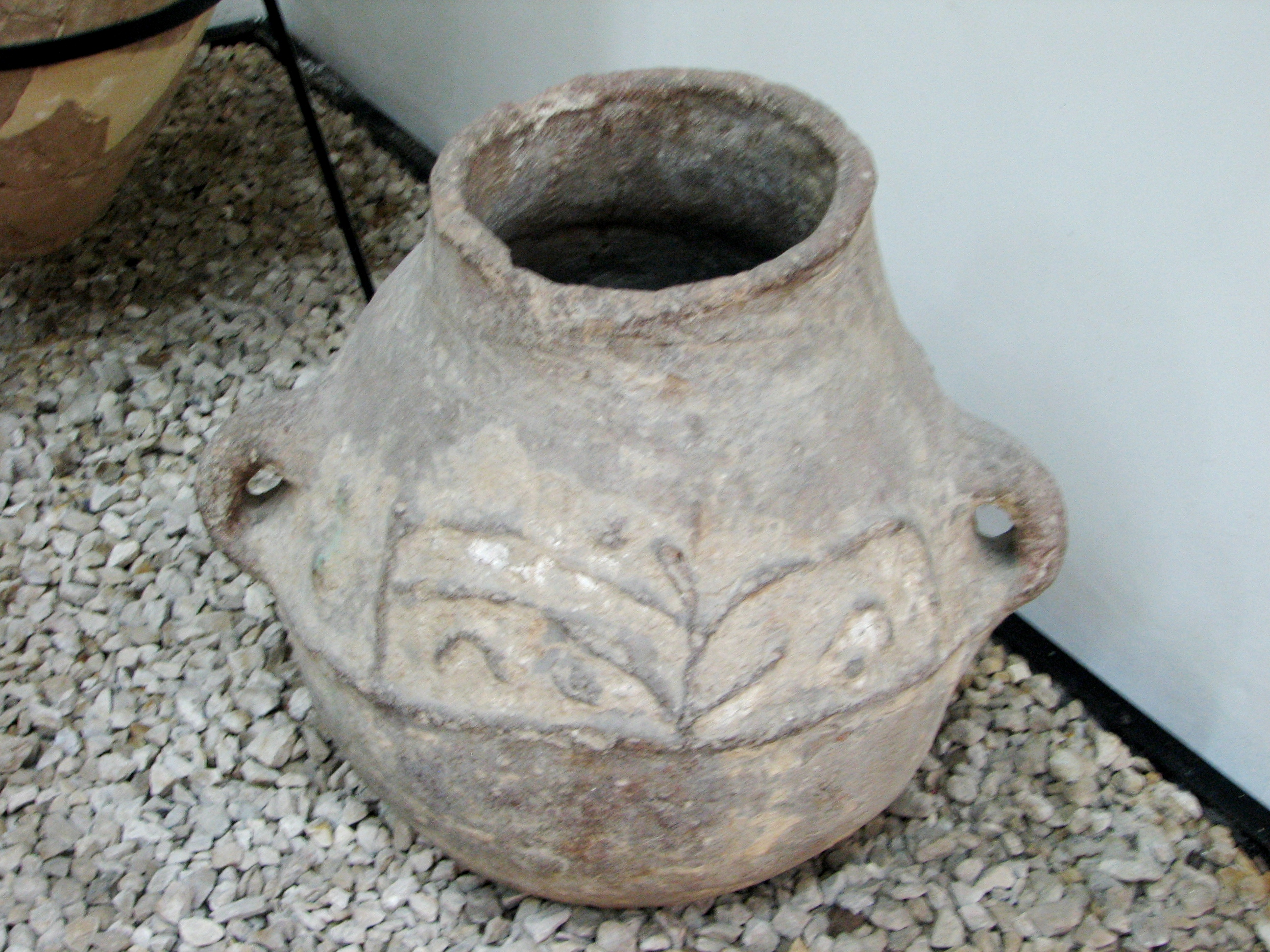
テル・ハツォル出土の土器

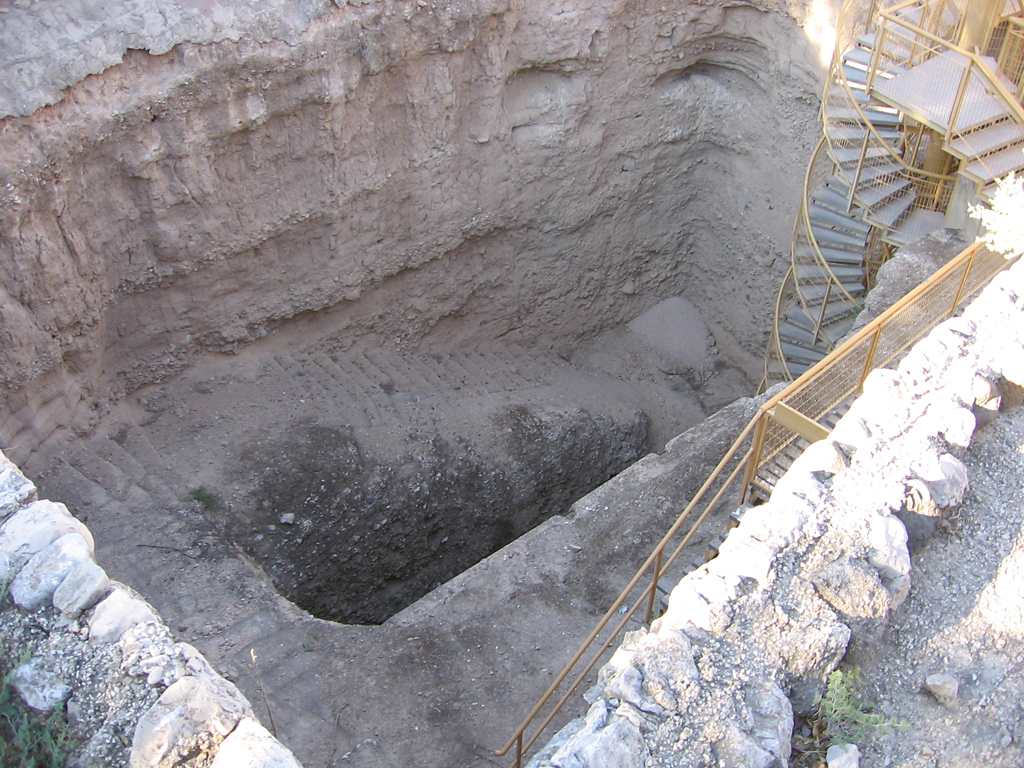
ハツォルの水利施設跡

テル・ハツォル (Tel Hazor, ID1108-002) は北部地区の上ガリラヤにある遺跡で、世界遺産としての登録面積は 76.9 ha、緩衝地域は 204.6 haである。イスラエルのテルの中では最大規模で、登録範囲は1967年に設定されたテル・ハツォル国立公園 (Tel Hazor National Park) に含まれている。
旧約聖書では『ヨシュア記』において、カナン人の王ヤビンが支配する都市として登場するが、周辺諸都市と連合してイスラエルに敵対したヤビンが戦いに敗れたため、都市住民は皆殺しにされ、町も焼き払われたことになっている。『士師記』では再びヤビンが支配する町として登場するが、ヤビンはデボラとバラクに打ち滅ぼされたという。この2人のヤビンは別人と捉えられることがある一方で、前後の記述の重複なども視野に入れつつ、同一人物が登場する矛盾した記述と見る者もいる。『列王記上』では、ソロモン王が要害を築いた場所のひとつとしてメギドなどとともに言及されている。『列王記下』では、ペカ王の時代に、アッシリアの軍勢によって占領された都市のひとつとして言及されており、住民は連行されたという。
ハツォルの発掘は1928年に初めて行われたが、大規模なものは1950年代にイガエル・ヤディンが指揮する形で行われた。テル・ハツォルが標式遺跡と位置づけられたこの発掘の結果、かつての大規模な繁栄の様子が明らかになった。ハツォルは紀元前2千年紀の時点で2万人を擁していたと考えられているガリラヤ地方の主都であり、青銅器時代に何度か再建され、山の手にも下町にも神殿や宮殿が築かれていた。特に後期青銅器時代の宮殿は大規模なものであったが、鉄器時代に入る前に都市自体が破壊されていた。この破壊と、『ヨシュア記』や『士師記』の記述との関連性ははっきりしていない。周辺の都市遺跡の破壊のされ方などと関連付けつつ、一帯の破壊が1世紀以上にわたる漸次的なもので、単一の戦闘が原因とする見方を退ける者もいる。
ハツォルにも水利施設の跡は残っており、中期青銅器時代、後期青銅器時代、鉄器時代それぞれで変化した遺構を確認することができる。

### テル・ベエル・シェバ

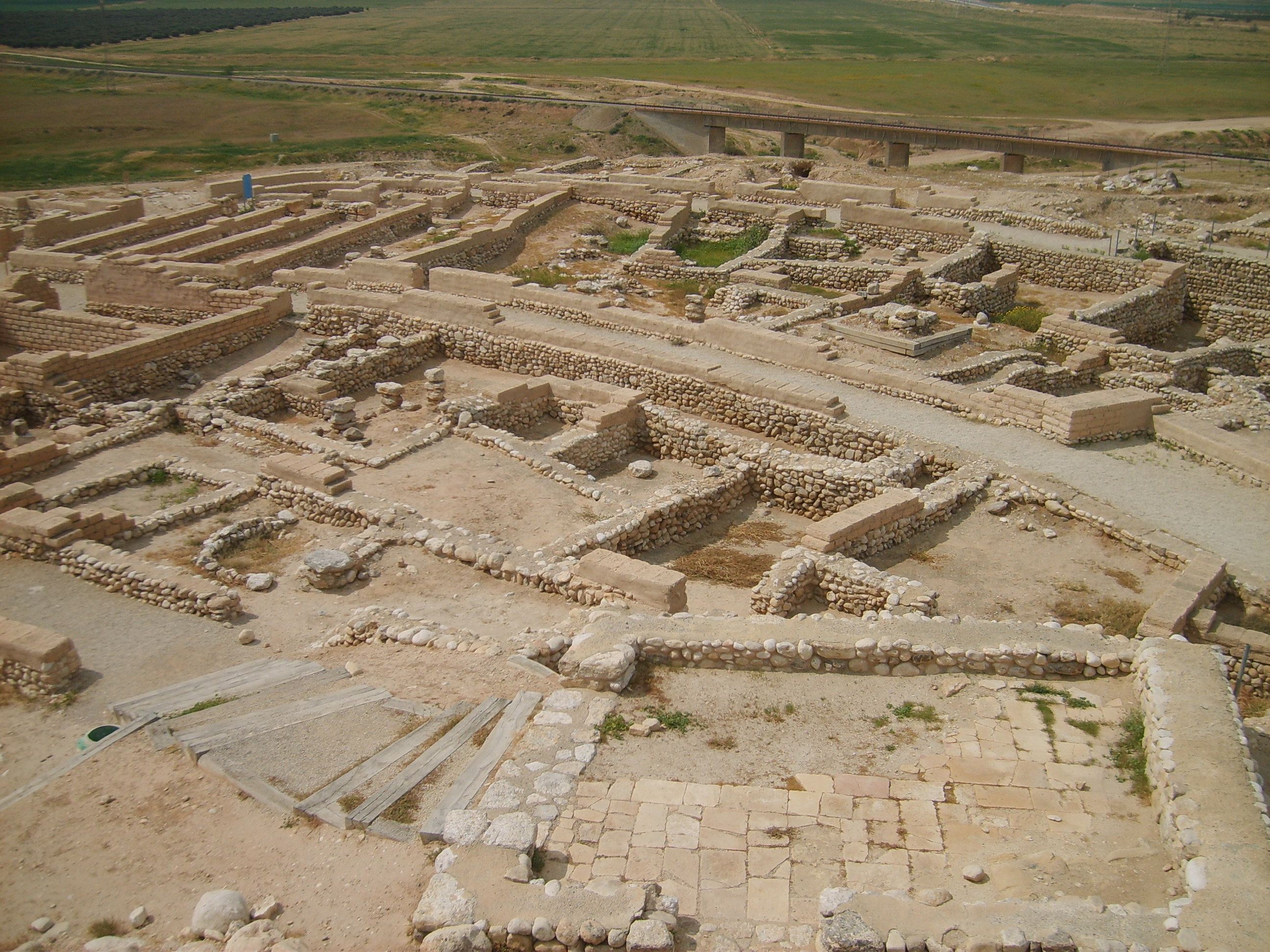
テル・ベエル・シェバ

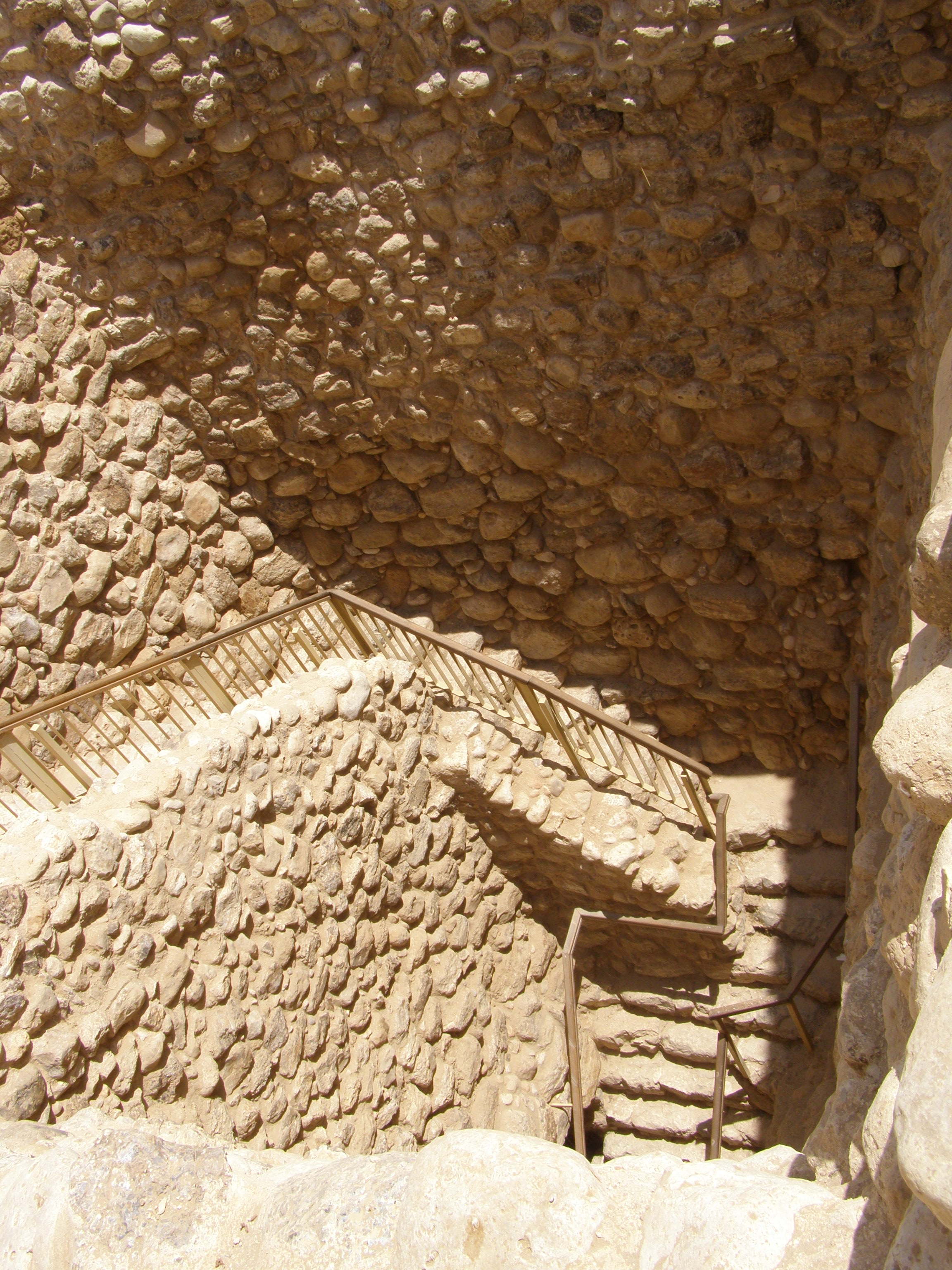
テル・ベエル・シェバの水利施設

テル・ベエル・シェバ (Tel Beer Sheba, ID1108-003) は、南部地区にある遺跡で、現在のベエルシェバ市街の郊外に位置している。世界遺産としての登録面積は 3.09 ha、緩衝地域は 108.53 ha である。登録範囲はテル・ベエル・シェバ国立公園 (Tel Beer Sheba national Park) に含まれている。
ベエル・シェバは「7つの井戸」ないし「誓いの井戸」の意味で、その名前自体が旧約聖書の『創世記』と関連がある。アブラハムがその地でゲラルの王であるペリシテ人のアビメレクと井戸などに関する誓いを交わしたことが由来とされているからである。ただし、『創世記』には、アブラハムの子イサクもアビメレクと誓いを交わし、それが都市の名前の由来になったという記述がある。町の由来が重出している背景として、伝承が一通りでなかった可能性を指摘する者もいる。また、ベエル・シェバの名は『士師記』ほかでパレスチナ全土を示す際の南限として、しばしば言及されている。
テル・ベエル・シェバの発掘調査は1960年代から1970年代に行われた。紀元前4千年紀の遺構は発見されているが、青銅器時代に一度放棄された。鉄器時代初期にようやく再建されたが、その間の約2000年間は打ち捨てられたままであったため、アブラハムらがいたと考えられる時代に人が住んでいた形跡は確認されていない。紀元前1千年紀の大都市の遺構は発見されているが、破壊と再建が繰り返された。
テル・ベエル・シェバにも水利施設の遺構が残っているが、2箇所残っている遺構はどちらも鉄器時代のものである。

## 登録経緯
イスラエル政府による推薦書が世界遺産センターに提出されたのは2004年1月26日のことで、当初の推薦名は「聖書ゆかりの遺丘群と古代水利施設群 - メギド、ハツォル、ベエル・シェバ」(The Biblical Tels and Ancient Water Systems – Megiddo, Hazor, Beer Sheba / Les tells bibliques et les anciens systèmes d’adduction d’eau –Megiddo, Hazor, Beer-Sheba) だった。イスラエル当局は遺跡丘群と水利施設群でそれぞれ異なる評価基準の適用を求めていたが、世界遺産委員会の諮問機関である国際記念物遺跡会議(ICOMOS) の勧告が出る前に、水利施設に関して申請していた評価基準を取り下げていた。
ICOMOSは取り下げられた水利施設について、それだけを直接的に評価することは行わなかったが、遺丘と水利施設が持つ顕著な普遍的価値を認めて「登録」を勧告した。ただし、登録名については、「古代水利施設群」を外すようにと条件をつけた。2005年の第29回世界遺産委員会では、勧告通り、登録名を修正したうえで登録された。

### 登録名
世界遺産としての正式登録名は、Biblical Tels - Megiddo, Hazor, Beer Sheba （英語）、Tels bibliques – Megiddo, Hazor, Beer-Sheba （フランス語）である。その日本語訳は資料によって以下のような違いがある。
- 聖書ゆかりの遺跡丘-メギド、ハゾル、ベエル・シェバ（世界遺産アカデミー）[36]
- 聖書ゆかりの遺跡丘-メギッド、ハゾル、ベエル・シェバ（世界遺産なるほど地図帳）[37]
- 聖書ゆかりの遺跡の丘－メギド、ハツォール、ベール・シェバ（古田陽久 古田真美）[38]
- 聖書時代の遺丘群-メギッド、ハツォール、ベエル・シェバ （日本ユネスコ協会連盟）[39]
- 聖書に登場する遺跡丘-メギド、ハツォール、ベエールシェヴァ（なるほど知図帳）[40]
- メギド、ハゾル、ベールシェバの聖書のテル群 （ブリタニカ国際大百科事典）[41]
- メギド、ハツォール、ベール・シェバ（21世紀世界遺産の旅）[19]

## 登録基準
この世界遺産は世界遺産登録基準のうち、以下の条件を満たし、登録された（以下の基準は世界遺産センター公表の登録基準からの翻訳、引用である）。
- (2) ある期間を通じてまたはある文化圏において、建築、技術、記念碑的芸術、都市計画、景観デザインの発展に関し、人類の価値の重要な交流を示すもの。
  - この基準は、古代の交通の要衝に建設された都市であり、交易品の流通の上で重要だっただけでなく、建築様式の面でも、エジプト、シリアなどの様式との交流が認められることなどに対して適用された[35]。

- (3) 現存するまたは消滅した文化的伝統または文明の、唯一のまたは少なくとも稀な証拠。
  - この基準は青銅器時代から鉄器時代にかけての都市計画や水利施設などの様子をよく伝えていることなどに適用された[35]。

- (4) 人類の歴史上重要な時代を例証する建築様式、建築物群、技術の集積または景観の優れた例。
  - この基準は、「聖書の物語を通じて、そこで言及されている諸都市が後の歴史に強い影響を及ぼした」ことに対して適用された[35]。

- (6) 顕著で普遍的な意義を有する出来事、現存する伝統、思想、信仰または芸術的、文学的作品と直接にまたは明白に関連するもの（この基準は他の基準と組み合わせて用いるのが望ましいと世界遺産委員会は考えている）。
  - この基準は、対象となる遺丘群が聖書での言及との組み合わせによって、歴史的事件を伝える証拠となっていることなどに適用された[35]。